# 488 a.C.
Il 488 a.C. (CDLXXXVIII a.C. in numeri romani) è un anno  del V secolo a.C.

## Eventi
- Leonida I succede al fratello Cleomene I come re di Sparta, dopo che quest'ultimo viene giudicato pazzo.
- Terone diventa il tiranno di Agrigento in Sicilia.
- Roma:
  - consoli Spurio Nauzio Rutilo e Sesto Furio Medullino Fuso.
  - Gneo Marcio, detto Coriolano, conduce l'esercito dei Volsci fin sotto le mura di Roma.

## Nati
- Ducezio, re († 440 a.C.)